# Passif (sexualité)
Pour les articles homonymes, voir Passif.

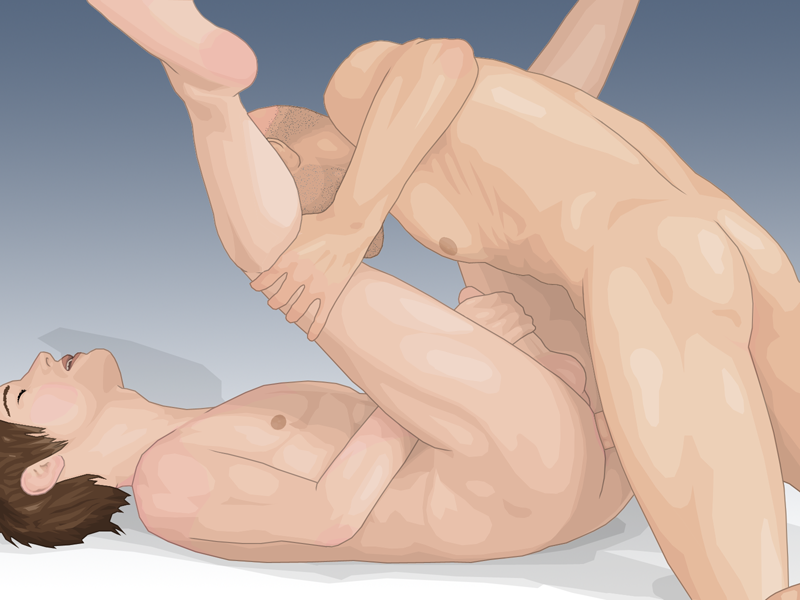
Dans cette position sexuelle du missionnaire, l'actif se trouve à droite et le passif à gauche.

Dans une relation homosexuelle, le terme passif renvoie à la position adoptée par la personne qui est pénétrée analement ou oralement par son partenaire, celui-ci adoptant la position opposée et étant donc désigné comme actif.
Par extension, le terme peut être utilisé pour les relations hétérosexuelles pour désigner la femme — ou l'homme — qui est pénétré.

## Définition
Ce terme est employé tant pour les relations lesbiennes aussi bien que pour les relations homosexuelles entre hommes. 
Ce terme se rapporte à la sexualité, aussi le rôle passif n'induit pas nécessairement une identité plus « efféminée ». Les rôles sexuels ne dépendent pas de la façon d'exprimer le genre. 
Ainsi, pendant une pratique sexuelle hétérosexuelle et en suivant les schémas de rôles de genre traditionnels, si seulement l'homme reçoit du plaisir ou est plutôt immobile, sa position peut être qualifiée de « passive », alors que la femme adopte un rôle « actif », alors même qu'elle est la personne pénétrée. 

### Pegginget BDSM
L'expression est aussi utilisée dans le cas de la pratique hétérosexuelle du pegging, lors de laquelle la femme est active et pénètre à l'homme passif au moyen d'un sex-toy. 
Dans le BDSM, le terme passif s'applique aux personnes qui exercent le rôle de dominé.

## Sociologie
Une étude conduite par l'IFOP en 2018 montre que les passifs ont tendance à faire beaucoup plus de tâches ménagères que leurs conjoints (et inversement pour les actifs) ; le responsable de l’expertise « Genre, sexualités et santé sexuelle » de l'institut conclue que actif et passif « renvoient toujours à des styles de comportement et de présentation de soi socialement codés comme masculin ou féminin. »

## Histoire
Actuellement[Où ?], le choix de la position sexuelle dépend des préférences sexuelles de chaque individu. Pourtant, historiquement cela n'a pas toujours été un choix personnel, mais était déterminé par le rôle social que devait occuper l'individu selon son âge, sa classe et son statut. Dans la Grèce classique, l'actif occupait un rôle dominant ou d'instructeur, alors que le passif était généralement plus jeune ou moins avantagé socialement. Aussi, l'homosexuel actif a été objet d'une moindre discrimination que l'homosexuel passif dans de nombreuses civilisations, voire d'aucune forme de persécution. L'exemple extrême, dans des cultures comme celles des Vikings, le viol homosexuel constituait un acte de virilité guerrière pour l'actif, mais une grande humiliation pour le passif. 
Certaines cultures non occidentales[Lesquelles ?] considèrent que l'actif n'est pas tout à fait homosexuel.

### Codes
Depuis les années 1970, d'abord aux États-Unis puis dans le reste de l'Occident, les homosexuels passifs se reconnaissent grâce à un jeu de clefs, un bracelet de cuir ou un bandana de couleur dépassant de sa poche droite du pantalon. Dans ce dernier cas, la couleur du bandana communiquait en plus d'autres préférences sexuelles.